# French Championships 1956
Turniej tenisowy French Championships, dziś znany jako wielkoszlemowy French Open, rozegrano w 1956 roku w dniach 15 - 26 maja, na kortach im. Rolanda Garrosa w Paryżu.

## Zwycięzcy

### Gra pojedyncza mężczyzn
Lew Hoad -  Sven Davidson 6-4, 8-6, 6-3

### Gra pojedyncza kobiet
Althea Gibson -  Angela Mortimer 6-0, 12-10